# 沼田宏文
沼田 宏文（ぬまた ひろふみ、1951年8月15日 - 2022年12月28日）は、兵庫県出身のバスケットボール選手・指導者である。ポジションはセンター。現役当時は204cmの長身から「ジャンボ沼田」と呼ばれていた。

## 来歴
加古川東高から同志社大学に進学。1970年インカレ準優勝を果たし、1972年ミュンヘン五輪に出場。
卒業後は、松下電器に入社。選手として7度の日本リーグ優勝に貢献、新人王も獲得しベスト5も5度受賞する。1976年にはモントリオール五輪代表となる。
引退後は1997年にバスケット部部長に就任。
2002年から2003年には日本協会男子指導部長も務めた。
2007年、母校である同大バスケットボール部監督に就任。嘱託職員として出向し、3年間で低迷の続く古豪の再建に当たる。また、関西学生連盟理事も兼任する。
2022年12月28日死去。71歳没。